# Tempestades de acero
Tempestades de acero (en alemán: In Stahlgewittern) narra las memorias del oficial alemán Ernst Jünger en el frente occidental durante la Primera Guerra Mundial. Fue publicada originalmente de modo privado en 1920, siendo uno de los primeros testimonios personales sobre la guerra en aparecer. El libro es una descripción gráfica de la guerra de trincheras. Tras su publicación fue intensamente revisado varias veces.

## Argumento
Tempestades de acero comienza con Jünger entrando en la línea de fuego como soldado raso con el 73 regimiento de Hannover en Champaña, Francia. Su primer contacto con el enemigo se produce en Les Eparges en abril de 1915 donde es herido por primera vez.
Tras su recuperación, realiza un curso de oficiales y alcanza el rango de alférez. Posteriormente se reúne con su regimiento en el sector de Arras. En 1916, con la  Batalla del Somme  en proceso, el regimiento de Jünger es trasladado a Combles en agosto  para la defensa del pueblo de Guillemont, donde Jünger tiene la fortuna de ser herido de nuevo apenas antes.

## Postura hacia la guerra
Jünger describe sus experiencias sin aparente restricción, dando como resultado un libro sumamente gráfico. No obstante, Jünger trata consistentemente de transmitir una postura de noble intrepidez en sí mismo y en los hombres a los que alaba. Incluso cuando el narrador experimenta auténtico horror, como cuando marcha hacia la batalla del Somme, parece más preocupado por la descripción lúcida que con las reacciones a ella.

## Historia de la publicación
La primera versión de Tempestades de acero era esencialmente el diario de Jünger. El título original era En tempestades de acero: diario del comandante de fuerzas de choque, Ernst Jünger, voluntario de guerra, y posterior teniente en el regimiento de fusileros del Príncipe Albrecht de Prusia (73 Regimiento de Hannover). Desde su primera publicación hubo al menos siete revisiones de Tempestades de acero, siendo la última la versión de 1978 para las Obras selectas de  Jünger.  Para la primera revisión de 1924 Jünger reescribió por completo el libro para su nueva editorial. El resultado fue una versión intensamente nacionalista y sangrienta. La siguiente revisión importante se hizo en 1934, en la cual las descripciones más explícitas y violentas fueron silenciadas. La edición llevaba una dedicatoria universal: A los caídos.

## Recepción
El libro fue alabado por el ministro de propaganda nazi Joseph Goebbels 

Ein glänzendes, großes Buch. Grauenerregend in seiner realistischen Größe. Schwung, nationale Leidenschaft, Elan, das deutsche Kriegsbuch. Einer aus seiner Generation ergreift das Wort über das tiefe seelische Ereignis Krieg und verrichtet Wunder innerer Darstellung.
(Un libro brillante, un gran libro. Atemorizante en su realista grandeza. Poder, pasión nacionalista ,verbo, el libro alemán por excelencia sobre la Guerra. Un miembro de su generación se alza para hablarnos sobre el evento profundamente emocional de la guerra, obrando milagros al presentarnos sus sentimientos más íntimos.)
Joseph Goebbels, 20 January 1926

Pero también del escritor francés de izquierdas André Gide, 

Le livre d'Ernst Jünger sur la guerre de 14, Orages d'acier, est incontestablement le plus beau livre de guerre que j'ai lu, d'une bonne foi, d'une honnêteté, d'une véracité parfaites [...].
(El libro de Ernst Jünger sobre la guerra del 14, Tempestades de acero, es incuestionablemente el más bello libro de guerra que he leído, de buena fe, de una honestidad y una veracidad perfecta. . .)
André GideJournal t. II : 1926-1950